# چکاوک آرچر
چکاوک آرچر (نام علمی: Heteromirafra archeri) نام یک گونه از سرده دگرجل‌ها است.